# Douglas Krook
John Douglas Krook, född 1 juli 1897, död 3 september 1971 i Haga församling, Göteborg, var en svensk landslagsspelare i fotboll som spelade i Örgryte IS där han var med och vann Allsvenskan 1926 och Allsvenskan 1928. Han vann även SM-guld 1922 och svenska serien 1922/1923 med Gais.

## Biografi
Krook fostrades i Jonsereds GoIF, och gjorde möjligen även några A-lagsmatcher för IFK Göteborg från 1916 innan han i början av 1920-talet tog en plats i Gais. Med Gais hann han vinna SM-guld 1922 och svenska serien 1922/1923 innan han 1923 värvades av Örgryte IS. I ett ÖIS-lag med bland andra Robert Zander, Sven Rydell och Sven Friberg vann Krook svenska serien 1923/1924. Han debuterade i landslaget 1924 och spelade 21 A-landskamper fram till 1929. Tillsammans med bland andra Carl-Erik Holmberg ledde han Örgryte till förstaplatsen i allsvenskan 1925/1926 och 1927/1928.
Krook gjorde sig särskilt bemärkt genom sin snabbhet.

## Familj
Krook var morbror till Svejde Krook, som spelade för IFK Göteborg på 1930-talet. Douglas Krook är begravd på Jonsereds griftegård.